# NGC 3736
NGC 3736 é uma galáxia espiral (S?) localizada na direcção da constelação de Draco. Possui uma declinação de +73° 27' 09" e uma ascensão recta de 11 horas, 35 minutos e 41,7 segundos.
A galáxia NGC 3736 foi descoberta em 1884 por Ralph Copeland.